# Дефлімпійські ігри

Емблема дефлімпійських ігор

Дефлімпійські ігри (англ. deaf — глухий) іноді Сурдлімпійські ігри (фр. sourds — «глухий») — санкціоновані Міжнародним олімпійським комітетом спортивні змагання найвищого рівня для людей, що не чують.

## Історія Ігор
Перші Дефлімпійські ігри пройшли у 1924 році, в Парижі. Учасниками були делегації Бельгії, Чехословаччини, Франції, Великої Британії, Нідерландів, Польщі, Угорщини, Італії, Латвії й Румунії.
Спортсмени перших Ігор брали участь в змаганнях з легкої атлетики, велоспорту, футболу, стрільби й плавання. Ігри пройшли успішно. 16 серпня 1924 року керівництво спортивних делегацій країн учасників на нараді вирішили організувати Міжнародний спортивний комітет глухих (МСКГ) (Comite International des Sport des Sourds — CISS), основною метою якого мало стати заснування союзу всіх спортивних федерацій глухих та розробка їх статуту для заснування та керівництва тільки що народжених Ігор. Того ж року було вирішено, що ігри проводитимуться кожні чотири роки.
Лише через 25 років, у січні 1949 року, в Австралії були проведені перші Міжнародні зимові мовчазні ігри, в яких взяло участь 33 спортсмени з п'яти країн світу. У 1955 році Міжнародний олімпійський комітет визнав МСКГ як міжнародну федерацію з олімпійськими принципами, а через два роки комітет почав змінювати статут, приводячи його у відповідність до олімпійського. Нині МСКГ налічує понад 90 національних федерацій. Рішенням Виконавчого Комітету МОК у травні 2001 року Всесвітні ігри глухих перейменовано у Дефлімпійські («Deaflympic»). Того ж року у Римі були проведені 19-ті Дефлімпійські ігри. Понад 3000 спортсменів з 80 країн світу вели боротьбу за медалі найвищого ґатунку.

## Україна на Дефлімпійських іграх

### Літні Дефлімпійські ігри
У 1992 році було створено спортивну федерацію глухих України. Того ж року її було прийнято до Міжнародного спортивного комітету глухих з правом участі у всіх міжнародних змаганнях, які проводяться під його егідою.

### 17-ті літні Дефлімпійські ігри (1993)
Вперше на міжнародній арені національна збірна дебютувала на 17-х Всесвітніх іграх глухих у 1993 році, які відбулися у Софії, де завоювала 8 нагород (2 золоті, 4 срібні та 2 бронзові).

#### 18-ті літні Дефлімпійські ігри (1997)
Через чотири роки, на 18-х Всесвітніх іграх глухих, що проходили у Копенгагені (Данія), українські спортсмени викликали цілий фурор, здобувши 20 нагород (5 золотих, 10 срібних і 5 бронзових медалей) та встановивши чотири світові рекорди.. У неофіційному загальнокомандному заліку українці зайняли 9 місце.

#### 19-ті літні Дефлімпійські ігри (2001)
На 19-х Дефлімпійських іграх, які відбулися в Римі у 2001 році, українські спортсмени здобули 32 медалі (12 золотих, 12 срібних та 10 бронзових), встановивши 4 світові рекорди й посівши 4-те загальнокомандне місце серед 85 країн-учасниць.

#### 20-ті літні Дефлімпійські ігри (2005)
На 20-х літних Дефлімпійських іграх, які пройшли з 5 по 16 січня 2005 року в австралійських містах Мельбурн і Баллараті українська збірна зайняла 1-ше місце в загальнокомандному заліку, завоювавши 52 медалі (21 золоту, 17 срібних і 14 бронзових) і випередивши команди з Росії, США і Китаю.

#### 22-гі літні Дефлімпійські ігри (2013)
На 22-х літніх Дефлімпійських іграх, які пройшли з 25 липня по 5 серпня 2013 року в болгарських містах Софія і Правець українська збірна зайняла 2-ге місце в загальнокомандному заліку, завоювавши 88 медалей (21 золоту, 30 срібних і 37 бронзових). При цьому команда складалася зі 191 спортсмена (майже кожен другий (!) виграв медаль!) і 45 тренерів.

#### 24-ті літні Дефлімпійські ігри (2022)
З 1 по 15 травня проходять у Бразилії в місті Кашіас ду Сул проходять ігри.

### Зимові Дефлімпійські ігри

#### 14-ті зимові Дефлімпійські ігри (1999)
Зимовий дефлімпійський дебют для нашої національної збірної команди відбувся в 1999 році на XIV зимових Всесвітніх іграх глухих, м. Давос, Швейцарія (6—14 березня 1999 р.), разом із 18 іншими країнами світу (загалом 273 атлети). Спортсмени змагались у чотирьох видах спорту: гірські лижі, сноубординг, лижні перегони та хокей. Фортуна не була на боці наших дефлімпійців, котрі змагались лише в одному виді спорту — лижних перегонах, — у здобутку команди були лише 8 та 9 місця. Команду представляло лише 7 спортсменів — 3 жінки та 4 чоловіки.

#### 15-ті зимові Дефлімпійські ігри (2003)
Наступні зимові Дефлімпійські ігри — XV зимові Дефлімпійські ігри м. Сундсвалл, Швеція, 26 лютого—9 березня 2003 р. — для нашої команди були більш успішними — 1 срібло у чоловічій естафеті (3×10 км). Команду представляло 4 чоловіки, троє з яких стали переможцями в естафеті. Загалом, 253 атлети з 21 країни, змагаючись у чотирьох видах спорту — гірські лижі, сноубординг, лижні перегони та хокей, — брали участь у XV зимових Дефлімпійських іграх.

#### 16-ті зимові Дефлімпійські ігри (2007)
З 1 по 10 лютого 2007 року в м. Солт-Лейк-Сіті (США) відбулись XVI зимові Дефлімпійські ігри. Близько 370 спортсменів із 23 країн світу взяли участь у цьому форумі, змагаючись у 5 видах спорту — гірськолижний спорт, лижні перегони, керлінг (показові змагання), хокей, сноубординг. Національна дефлімпійська команда України, у складі якої було лише 8 спортсменів, достойно виступила на Іграх в Солт-Лейк-Сіті. Українські спортсмени змагалися лише в одному виді змагань: лижних гонках. В загальнокомандному заліку (за кількістю здобутих нагород) національна Дефлімпійська збірна команда України посіла почесне 5 місце, що є найкращим результатом за всю історію участі українських спортсменів з вадами слуху в зимових Дефлімпійських іграх. Сенсаційним високим результатом української збірної стало 7 медалей: 4 срібних та 3 бронзових. Яскравим був командний виступ нашої команди в естафеті серед чоловіків та командному забігу серед жінок та чоловіків — три командні почесні срібні нагороди нашої національної збірної у цьому виді змагань за своєю цінністю можна прирівняти до золота найвищого ґатунку.

#### 17-ті зимові Дефлімпійські ігри (2011)
Мали відбутися у місті Високі Татри (Словаччина), але були скасовані.

#### 18-ті зимові Дефлімпійські ігри (2015)
Пройшли із 28 березня по 5 квітня 2015 року у містах Ханти-Мансійськ та Магнітогорськ (Росія).

## Місця проведення Зимових ігор
| Рік                 | Місто                                          | Країна     | Ігри                           | Церемонія відкриття | Церемонія закриття |
| ------------------- | ---------------------------------------------- | ---------- | ------------------------------ | ------------------- | ------------------ |
| 1949                | Зефельд-ін-Тіроль                              | Австрія    | Зимові Дефлімпійські ігри 1949 | 26 січня 1949       | 30 січня 1949      |
| 1953                | Осло                                           | Норвегія   | Зимові Дефлімпійські ігри 1953 | 20 лютого 1953      | 24 лютого 1953     |
| 1955                | Обераммергау                                   | Німеччина  | Зимові Дефлімпійські ігри 1955 | 10 лютого 1955      | 13 лютого 1955     |
| 1959                | Кран-Монтана                                   | Швейцарія  | Зимові Дефлімпійські ігри 1959 | 27 січня 1959       | 31 січня 1959      |
| 1963                | Оре                                            | Швеція     | Зимові Дефлімпійські ігри 1963 | 12 березня 1963     | 16 березня 1963    |
| 1967                | Берхтесгаден                                   | Німеччина  | Зимові Дефлімпійські ігри 1967 | 20 лютого 1967      | 25 лютого 1967     |
| 1971                | Адельбоден                                     | Швейцарія  | Зимові Дефлімпійські ігри 1971 | 25 січня 1971       | 29 січня 1971      |
| 1975                | Лейк-Плесід                                    | США        | Зимові Дефлімпійські ігри 1975 | 2 лютого 1975       | 8 лютого 1975      |
| 1979                | Мерібель                                       | Франція    | Зимові Дефлімпійські ігри 1979 | 21 січня 1979       | 27 січня 1979      |
| 1983                | Мадонна-ді-Кампільйо                           | Італія     | Зимові Дефлімпійські ігри 1983 | 16 січня 1983       | 23 січня 1983      |
| 1987                | Осло                                           | Норвегія   | Зимові Дефлімпійські ігри 1987 | 7 лютого 1987       | 7 лютого 1987      |
| 1991                | Банфф                                          | Канада     | Зимові Дефлімпійські ігри 1991 | 2 березня 1991      | 9 березня 1991     |
| 1995                | Юлляс                                          | Фінляндія  | Зимові Дефлімпійські ігри 1995 | 13 березня 1995     | 19 березня 1995    |
| 1999                | Давос                                          | Швейцарія  | Зимові Дефлімпійські ігри 1999 | 8 березня 1999      | 14 березня 1999    |
| 2003                | Сундсвалль                                     | Швеція     | Зимові Дефлімпійські ігри 2003 | 28 лютого 2003      | 8 березня 2003     |
| 2007                | Солт-Лейк-Сіті                                 | США        | Зимові Дефлімпійські ігри 2003 | 3 лютого 2007       | 10 лютого 2007     |
| 2011 (не відбулись) | Високі Татри                                   | Словаччина | Зимові Дефлімпійські ігри 2011 | 18 лютого 2007      | 26 лютого 2007     |
| 2015                | Ханти-Мансійськ, Магнітогорськ                 | Росія      | Зимові Дефлімпійські ігри 2015 | 28 березня 2015     | 5 квітня 2015      |
| 2019                | Мадезимо, К'явенна та Санта-Катерина-Вальфурва | Італія     | Зимові Дефлімпійські ігри 2019 | 12 грудня 2019      | 21 грудня 2019     |
| 2023                | Ерзурум                                        | Туреччина  | Зимові Дефлімпійські ігри 2023 | 2 березня 2024      | 12 березня 2024    |

## Місця проведення Літніх ігор
| Рік  | Місто         | Країна               | Ігри                          | Церемонія відкриття | Церемонія закриття |
| ---- | ------------- | -------------------- | ----------------------------- | ------------------- | ------------------ |
| 1924 | Париж         | Франція              | Літні Дефлімпійські ігри 1924 | 10 серпня 1924      | 17 серпня 1924     |
| 1928 | Амстердам     | Нідерланди           | Літні Дефлімпійські ігри 1928 | 18 серпня 1928      | 26 серпня 1928     |
| 1931 | Нюрнберг      | Німеччина            | Літні Дефлімпійські ігри 1931 | 19 серпня 1931      | 23 серпня 1931     |
| 1935 | Лондон        | Велика Британія      | Літні Дефлімпійські ігри 1935 | 17 серпня 1935      | 24 серпня 1935     |
| 1939 | Стокгольм     | Швеція               | Літні Дефлімпійські ігри 1939 | 24 серпня 1939      | 27 серпня 1939     |
| 1949 | Копенгаген    | Данія                | Літні Дефлімпійські ігри 1949 | 12 серпня 1949      | 16 серпня 1949     |
| 1953 | Брюссель      | Бельгія              | Літні Дефлімпійські ігри 1953 | 15 серпня 1953      | 19 серпня 1953     |
| 1957 | Мілан         | Італія               | Літні Дефлімпійські ігри 1957 | 25 серпня 1957      | 30 серпня 1957     |
| 1961 | Хельсінкі     | Фінляндія            | Літні Дефлімпійські ігри 1961 | 6 серпня 1961       | 10 серпня 1961     |
| 1965 | Вашингтон     | США                  | Літні Дефлімпійські ігри 1965 | 27 червня 1965      | 3 липня 1965       |
| 1969 | Белград       | Югославія            | Літні Дефлімпійські ігри 1969 | 9 серпня 1969       | 16 серпня 1969     |
| 1973 | Мальме        | Швеція               | Літні Дефлімпійські ігри 1973 | 21 липня 1973       | 28 липня 1973      |
| 1977 | Бухарест      | Румунія              | Літні Дефлімпійські ігри 1977 | 17 липня 1977       | 27 липня 1977      |
| 1981 | Кельн         | Німеччина            | Літні Дефлімпійські ігри 1981 | 23 липня 1981       | 1 серпня 1981      |
| 1985 | Лос-Анджелес  | США                  | Літні Дефлімпійські ігри 1985 | 10 липня 1985       | 20 липня 1985      |
| 1989 | Крайстчерч    | Нова Зеландія        | Літні Дефлімпійські ігри 1989 | 7 червня 1989       | 17 червня 1989     |
| 1993 | Софія         | Болгарія             | Літні Дефлімпійські ігри 1993 | 24 липня 1993       | 2 серпня 1993      |
| 1997 | Копенгаген    | Данія                | Літні Дефлімпійські ігри 1997 | 13 липня 1997       | 26 липня 1997      |
| 2001 | Рим           | Італія               | Літні Дефлімпійські ігри 2001 | 22 липня 2001       | 1 серпня 2001      |
| 2005 | Мельбурн      | Австралія            | Літні Дефлімпійські ігри 2005 | 5 січня 2005        | 16 січня 2005      |
| 2009 | Тайбей        | Республіка Китай КНР | Літні Дефлімпійські ігри 2009 | 5 вересня 2009      | 15 вересня 2009    |
| 2013 | Софія         | Болгарія             | Літні Дефлімпійські ігри 2013 | 26 липня 2013       | 4 серпня 2013      |
| 2017 | Самсун        | Туреччина            | Літні Дефлімпійські ігри 2017 | 18 липня 2017       | 30 липня 2017      |
| 2022 | Кашіас-ду-Сул | Бразилія             | Літні Дефлімпійські ігри 2021 | 1 травня 2022       | 15 травня 2022     |